# Branko Mirković
Branko Mirković, né le 5 octobre 1982, à Belgrade, en Yougoslavie, est un joueur serbo-bulgare de basket-ball. Il évolue au poste de meneur.

## Palmarès
- Ligue des Balkans
  - Vainqueur : 2009
- Champion de Biélorussie
  - Vainqueur : 2014, 2015, 2016
- Champion de Bulgarie
  - Vainqueur : 2010
- Championnat d'Estonie
  - Vainqueur : 2017, 2018, 2019
- Coupe de Biélorussie
  - Vainqueur : 2014, 2015, 2016